# باتريك دوريل
باتريك دوريل دبلوماسي فرنسي، ومستشار رئاسي، عُيّن سفيراً لفرنسا بالعراق في 24 كانون الثاني سنة 2024، وكان قبل ذلك مسوؤلاً عن الشرق الأوسط وشمال إفريقيا في الإليزيه حيث أُسند إليه الملف اللبناني 8 سنوات.